# Major Harris
Major Harris III (* 9. Februar 1947 in Richmond, Virginia; † 9. November 2012 ebenda) war ein US-amerikanischer Soul-Sänger, der Anfang der 1970er Jahre als Leadsänger der Philly-Soul-Gruppe The Delfonics bekannt wurde.

## Biografie
Harris wurde in Richmond, Virginia, geboren. Zu Beginn seiner Karriere sang Harris in Gruppen wie The Charmers, The Teenagers, The Jarmels und The Nat Turner’s Rebellion, zu der auch sein Bruder Joseph B. Jefferson, ein erfolgreicher Songwriter, gehörte. Erste Singles für kleinere Labels hatten keinen Erfolg. In den frühen 1970er Jahren übernahm er die Nachfolge von Randy Cain als Mitglied der Delfonics.
Als Solist gelang ihm nach seinem Ausstieg bei den Delfonics 1975 ein großer Erfolg mit der einfühlsamen Ballade Love Won't Let Me Wait, die Platz fünf in den USA erreichte, mit Gold ausgezeichnet wurde und auch die Spitze der R&B-Charts einnahm. Der Song gilt heute als Klassiker des Souls. Für diese Aufnahme erhielt Harris eine Nominierung für den Grammy als bester R&B-Sänger. Vorab hatte Harris mit Each Morning I Wake up bereits einen Erfolg in den noch jungen Disco-Charts von Billboard gehabt. Beide Titel sind auf Harris’ Debütalbum My Way enthalten. Beim Titelsong handelt es sich um eine Soul-Adaption des zuvor durch Frank Sinatra berühmt gewordenen Klassikers. Harris’ größter Hit Love Won't Let Me Wait wurde über die Jahre von vielen Größen des Souls aufgenommen, so von Luther Vandross, Isaac Hayes, Seal oder als Duett von Johnny Mathis und Deniece Williams.
Bis 1976 gelangen Harris weitere nur noch vergleichsweise kleine Hits in den Pop- und R&B-Charts, sodass er als Solist ein One-Hit-Wonder blieb. 1983 hatte er mit All My Life ein kleines Comeback in den R&B-Charts. Die Single kletterte bis auf Platz 52 und erreichte auf Platz 61 auch die britischen Single-Charts.
Harris verstarb im November 2012 an einer Herzinsuffizienz.

## Diskografie

### Alben
| Jahr | Titel    | Höchstplatzierung, Gesamtwochen, AuszeichnungChartplatzierungen (Jahr, Titel, Platzierungen, Wochen, Auszeichnungen, Anmerkungen) | Höchstplatzierung, Gesamtwochen, AuszeichnungChartplatzierungen (Jahr, Titel, Platzierungen, Wochen, Auszeichnungen, Anmerkungen) | Anmerkungen |
| Jahr | Titel    | US | R&B | Anmerkungen |
| ---- | -------- | --- | --- | ----------- |
| 1975 | My Way   | US28 (22 Wo.)US | R&B12 (20 Wo.)R&B |             |
| 1976 | Jealousy | US153 (6 Wo.)US | R&B33 (10 Wo.)R&B |             |

### Singles
| Jahr | Titel Album                   | Höchstplatzierung, Gesamtwochen, AuszeichnungChartplatzierungen (Jahr, Titel, Album, Platzierungen, Wochen, Auszeichnungen, Anmerkungen) | Höchstplatzierung, Gesamtwochen, AuszeichnungChartplatzierungen (Jahr, Titel, Album, Platzierungen, Wochen, Auszeichnungen, Anmerkungen) | Höchstplatzierung, Gesamtwochen, AuszeichnungChartplatzierungen (Jahr, Titel, Album, Platzierungen, Wochen, Auszeichnungen, Anmerkungen) | Anmerkungen |
| Jahr | Titel Album                   | UK | US | R&B | Anmerkungen |
| ---- | ----------------------------- | --- | --- | --- | ----------- |
| 1974 | Each Morning I Wake Up My Way | — | — | R&B98 (2 Wo.)R&B |             |
| 1975 | Love Won’t Let Me Wait My Way | UK37 (7 Wo.)UK | US5 Gold · (18 Wo.)US | R&B1 (20 Wo.)R&B |             |
| 1975 | I Got Over Love Jealousy      | — | — | R&B24 (12 Wo.)R&B |             |
| 1976 | Jealousy                      | — | US73 (4 Wo.)US | R&B46 (8 Wo.)R&B |             |
| 1976 | It’s Got To Be Magic          | — | — | R&B91 (3 Wo.)R&B |             |
| 1976 | Laid Back Love                | — | US91 (4 Wo.)US | R&B57 (5 Wo.)R&B |             |
| 1983 | All My Life                   | UK61 (2 Wo.)UK | — | R&B52 (10 Wo.)R&B |             |